# جان جکسون
جان جکسون (انگلیسی: John Jackson) فیلم‌نامه‌نویس اهل انگلستان است.
از فیلم‌ها یا مجموعه‌های تلویزیونی که وی در آن‌ها نقش داشته‌است، می‌توان به رابین هود، انسان بودن و پنج اشاره نمود.